# Петропавловский район (Камчатская область)
Петропавловский район — упразднённая административно-территориальная единица в составе Камчатского округа и Камчатской области, существовавшая в 1926—1940 годах. Административный центр — город Петропавловск-Камчатский (в состав района не входил).

## Население
По данным переписи 1939 года в Петропавловском районе проживало 8246 чел., в том числе русские — 91,2 %, украинцы — 4,0 %, мордва — 1,9 %.

## История
Петропавловский район был образован 4 января 1926 года в составе Камчатского округа Дальневосточного края. В состав района первоначально вошли территории бывшей Елизовской волости, части бывшей Большерецкой волости, части бывшей Мильковской волости и Командорские острова.
В 1932 году район стал относиться к Камчатской области Дальневосточного (с 1938 года — Хабаровского) края. В том же году Командорские острова были выделены из Петропавловского района в отдельный Алеутский район.
В 1933 году часть территории Петропавловского района была передана в новый Мильковский район.
По данным 1940 года район включал 6 сельсоветов: Авачинский, Елизовский, Николаевский, Паратунский, Халактырский и Шемлечинский.
В 1940 году Петропавловский район был упразднён, а его территория перешла в административное подчинение городу Петропавловску-Камчатскому.